# زکریا دیالو
زکریا دیالو (انگلیسی: Zakaria Diallo؛ زادهٔ ۱۳ اوت ۱۹۸۶) بازیکن فوتبال اهل فرانسه است.
از باشگاه‌هایی که در آن بازی کرده‌است می‌توان به باشگاه فوتبال آژاکسیو، باشگاه فوتبال لو آور، باشگاه فوتبال دیژون، و باشگاه فوتبال رویال شارلوا اشاره کرد.